# العرب في صربيا
العرب في صربيا ((بالسيريلية الصربية: Арапи у Србији/Arapi u Srbiji)) معظمهم من المغتربين من البلدان العربية ولا سيما لبنان، وسوريا، والأراضي الفلسطينية، والعراق، والأردن؛ وأيضا مجموعات صغيرة من مصر، والجزائر، وتونس، والمغرب، وليبيا والسودان. المواطنين اللبنانيون والسوريون كانوا أول العرب الذين وصلوا إلى صربيا. في السبعينات والثمانينات من القرن العشرين، العديد من الطلاب من العراق وسوريا سجلوا في جامعة بلغراد. وفي الآونة الأخيرة، من جراء الربيع العربي والحرب الأهلية السورية فإن أعداداً كبيرة من اللاجئين، يحاولون عبور صربيا في طريق الهجرة إلى أوروبا الغربية.

## المواطنون الليبيون
هناك عدد لا بأس به من الليبيين في صربيا، يقيمون بصورة رئيسية في بلغراد. وهناك مدرسة ليبية في بلغراد منذ عام 1997م، والتي توسعت في عام 2012م لتلبية احتياجات المجتمع المتنامية.

## المواطنون العراقيون
معظم العراقيين في صربيا هم من المثقفين، وهم ينظرون إلى صربيا «كدولة صديقة وشقيقة».

## المواطنون السوريون
خلال النصف الأول من عام 2013م، 432 من المواطنين السوريين طلبوا اللجوء إلى صربيا.

## الثقافة
أفراد المجتمع متمسكون بالإسلام والمسيحية الشرقية.

## أعلام
- محمد Jusufspahić، مفتي، ولد في بلغراد؛ لأب من البوشناق وأم مصرية.[7]
- Josif Al Said، من رياضيي فنون القتال المختلطة،[8] ولد في بلغراد؛ لأب أردني وأم صربية.
- أمجد Migati، سياسي صربي من أصل أردني وعضو في الحزب الراديكالي الصربي.[9]
- نضال خليل، رجل أعمال أردني والرئيس التنفيذي لشركة «أمان».[10]
- محمد دحلان، السياسي القيادي السابق في حركة فتح في قطاع غزة الفلسطيني.